# Mortal Kombat: Unchained
Mortal Kombat: Unchained é uma versão de Mortal Kombat: Deception para o PlayStation Portable, lançada em 2006. Esta versão é igual à original, porém sem modo on-line e acrescentando Frost, Kitana, Jax, Shao kahn, Goro, e Blaze, à trama. Um fato interessante é que Blaze, Frost, Jax, e Kitana não têm duas fatalities como os personagens normais, e sem Hara-Kiris, isso foi justificado da maneira que os quatro personagens foram "transportados" de Mortal Kombat: Deadly Alliance para Mortal Kombat: Unchained, diferentemente dos outros personagens do jogo, esses sendo "transportados" própriamente do Mortal Kombat: Deception, já que no jogo Mortal Kombat: Deadly Alliance, todos os personagens jogáveis (incluindo os quatro "transportados" para Mortal Kombat Unchained) possuíam somente um único Fatality e o Hara-Kiri não existia até então.